# Alberto Herrera y Franchi
Alberto Herrera y Franchi (San Antonio de las Vueltas, 1º de setembro de 1874 - Havana, 18 de março de 1954) foi um general do exército cubano e presidente provisório de Cuba de 12 de agosto a 13 de agosto de 1933.

## Biografia
Alberto Herrera y Franchi nasceu na cidade de San Antonio de las Vueltas, na então Capitania-Geral de Cuba, em 1º de setembro de 1874. Desde muito jovem conspirou a favor da independência de Cuba. Infiltrou-se no Corpo de Bombeiros da cidade de Camajuaní para receber treinamento militar, com o objetivo de aproveitar esse treinamento em favor da luta pela independência.
Participou da Guerra Necessária (1895-1898) pela independência de Cuba. Casou-se com Ofelia Rodríguez Arango, com quem teve três filhos: Alberto, Rodolfo e Ofelia.

### Chefe do Exército
Já servia como chefe do exército cubano, com a patente de major-general, quando o General Gerardo Machado assumiu a presidência constitucional da República em 1925 e o confirmou no cargo. Da liderança do Exército, ordenou o esmagamento da expedição de Gibara e do levante revolucionário de abril de 1933, ambos contra Machado. O General Herrera foi o Chefe do Estado-Maior durante a presidência de Gerardo Machado.

## A Revolução dos Sargentos de 1933
Em 11 de agosto de 1933, quando os rebeldes do exército cubano tomaram conta do Castillo de la Real Fuerza, o General Herrera compareceu à fortaleza para chegar a uma resolução ou pacto com os rebeldes. Encontrou-se com Erasmo Delgado. Depois de muito debate e dado que os rebeldes não queriam que Herrera assegurasse a presidência após a saída de Machado, foi acordado que dados os seus poderes como General, as acções cometidas pelos rebeldes não constituíam uma revolta, mas foram ordenadas em seu nome.

### Após a saída de Machado
Após a saída de Machado em 12 de agosto de 1933, criou-se um vácuo de poder e Sumner Welles propôs inicialmente a substituição de Machado por Herrera; proposta a qual os rebeldes do exército não concordaram. Sumner Welles anotado em 12 de agosto de 1933:

"Depois da promessa de alguns líderes do Exército, às 4 horas desta manhã, de que concordariam com a presidência interina de qualquer cubano, desde que o presidente Machado se aposentasse do cargo. Fui avisado às 7 de que eles tinham novamente mudado de ideia e aceitariam qualquer pessoa que não fosse o General Herrera, a quem eram pessoalmente devotados, mas que temiam que a grande massa da oposição não aceitasse devido à sua ligação íntima no passado com o Presidente Machado."
Como resultado, Sumner Welles elaborou um novo plano no qual Herrera permaneceria o único membro do Gabinete da administração de Gerardo Machado que não renunciaria, tornando-se assim, por omissão, o presidente interino apenas com o propósito de nomear Carlos Manuel de Céspedes y Quesada, filho de Carlos Manuel de Céspedes (Pai da Pátria), como membro do Gabinete de Herrera. Imediatamente a seguir, Herrera renunciaria e como Carlos Manuel de Céspedes y Quesada seria o único que restaria no Gabinete, ele se tornaria, por omissão, o novo presidente. A intenção de Sumner Welles era manter uma forma de continuidade constitucional entre a saída de Machado e a instalação de um novo governo. Alguns acadêmicos, como Rolando Rodriguez, questionaram se a nomeação de Carlos Manuel de Céspedes y Quesada como membro do Gabinete, seguida da sua nomeação como Presidente, era de todo constitucional. Após a nomeação de Carlos Manuel de Cespedes y Quesada como presidente, Herrera fugiu para o Hotel Nacional e posteriormente conseguiu passagem para fugir de Cuba.

## Exílio e morte
Após entregar a presidência a Céspedes, Herrera refugiou-se no último andar do Hotel Nacional de Cuba junto com outros funcionários de Machado, ficando sob a proteção do embaixador norte-americano Sumner Welles, que escreveu a Washington:

"Tomei todas as precauções possíveis para garantir a sua segurança e pedi garantias ao governo para ele e para aqueles senadores e deputados que são muito impopulares. O General Herrera espera embarcar amanhã à noite no Santa Ana para Nova York com sua família e eu irei pessoalmente ao vapor."
Finalmente partiu como refugiado com destino à Jamaica, sob a proteção de Welles. Anos depois, a situação na Ilha se acalmou e ele decidiu voltar. Morreu de causas naturais em Havana, em 18 de março de 1954, aos 79 anos.